# Меркс, Эдди
Барон Эдуа́рд Луи́ Жо́зеф Меркс (нидерл. Edouard Louis Joseph baron Merckx, более известный как Эдди Меркс (нидерл. Eddy Merckx); род. 17 июня 1945, Менсел-Кизегем, Бельгия) — бельгийский профессиональный шоссейный и трековый велогонщик. Пятикратный победитель генеральной классификации Тур де Франс (1969—1972, 1974) и Джиро д’Италия (1968, 1970, 1972—1974), победитель Вуэльты Испании 1973 года, трёхкратный чемпион мира. Третий велогонщик, ставший победителем всех трёх Гранд-туров (1973). За непоколебимое стремление к победе в каждой гонке, в которой он принимал участие, Меркс получил прозвище «Каннибал». В период с 1965 по 1977 год Меркс одержал около 525 побед, что делает его одним из самых успешных велогонщиков всех времен. Также Меркс является автором целого ряда велосипедных рекордов, некоторые из которых до сих пор не побиты. Международным союзом велосипедистов признан лучшим велогонщиком XX века.

## Биография

### Начало карьеры
В шоссейных велогонках Меркс дебютировал в 1961 году, в юниорском возрасте, выступая за команду 'Evere Kerkhoek Sportif'. В том же году он одержал свою первую победу. В декабре 1961 года Меркс перешёл из юниоров в любители. В 1964 году была одержана победа на чемпионате мира среди любителей и Меркс перешёл в профессионалы. Летом того же года 19-летний спортсмен прошёл отбор в олимпийскую сборную Бельгии. На Олимпийских играх в групповой гонке он занял 12-е место.

### Профессиональная карьера
Первую победу среди профессионалов Меркс одержал в 1965 году. В 1966 году Меркс подписывает контракт с профессиональной командой Peugeot-BP, с которой через год становится чемпионом мира, уже среди профессионалов. Но первая громкая победа произошла в 1968 году, где Меркс на своей второй «Джиро д’Италия» победил во всех итоговых классификациях, а ближайший соперник — итальянец Витторио Адорни — проиграл Мерксу 5 минут. В следующем 1969 году Меркс не был допущен на Джиро, в связи с тем, что его допинг тест оказался положительным: в крови Меркса был обнаружен фенкамфамин. Несмотря на то, что он не являлся запрещенным препаратом, организаторы не допустили Меркса на старт. Однако Международная Ассоциация велосипедистов не применила никаких штрафных санкций в адрес Меркса и гонщик отправился на Тур де Франс, победа на котором стала одновременно своеобразным реваншем и повторением успеха на Джиро-1968. Меркс вновь привез к финишу все майки, но отрыв от ближайшего преследователя в генеральной классификации составлял около 18 минут.

## Рекорды

### Часовая Гонка
Мировой рекорд установленный Эдди Мерксом в Мехико в 1972 году, где в часовой гонке проехал 49 км 431 метр, держался до 1984 года, когда итальянец Франческо Мозер проехал 51 км 151 метр (велогонщик использовал передовые технологии велостроения и гемотрансфузию, которая в то время была не запрещена). Впоследствии рекорд бился неоднократно такими гонщиками, как Грэм Обри (дважды), Крис Бордман (дважды), Тони Ромингер (дважды) и Мигель Индурайн. Однако в 1996 году UCI пересмотрели результаты и пришли к выводу, что рекорды ставятся не с помощью сил спортсменов, а благодаря совершенству велосипеда, и вернули рекорд Мерксу. С 1996 года рекорд стал именоваться UCI World Record, а результаты с 1984 года «Абсолютными рекордами». Лишь в 2000 году в Манчестере англичанин Крис Бордман проехал на 10 метров дальше, таким образом установив новый официальный рекорд часовой езды.

### Прочие рекорды
Помимо часовой гонки Меркс является автором большого количества рекордов статистики. Так, например, его рекорд по количеству побед на классической однодневной гонке Милан — Сан-Ремо (7 побед) до сих пор остается непревзойденным результатом. На другой классической велогонке Льеж — Бастонь — Льеж Мерксу также принадлежит рекорд в 5 побед. Ему принадлежит сразу два рекорда гранд-туров: наибольшее количество побед в генеральных классификациях (11) и наибольшее количество побед на этапах — 64 (34 этапа Тур-де-Франс, 24 этапа Джиро д’Италия и 6 этапов Вуэльты). Кроме того Меркс является единственным велогонщиком, который сумел победить во всех классификациях за одну гонку (генеральная, спринтерская и горная) на Джиро и Туре (эти результаты были достигнуты в 1968 и в 1969 соответственно).
- Наибольшее общее количество побед за профессиональную карьеру: 525.
- Наибольшее общее количество побед за 1 сезон: 54 (1971).
- Наибольшее количество побед на однодневных классических велогонках: 28.
- Наибольшее количество побед на монументальных однодневных классиках: 19.
- Наибольшее общее количество дней, проведённых в Жёлтой майке Тур-де-Франс: 96.

В период с 1969 по 1975, Эдди Меркс 7 лет подряд становился лучшим велогонщиком в рейтинге Super Prestige Pernod International.

## Личная жизнь
В 1967 году спортсмен женился. С женой имеют двух детей: дочь Сабрину и сына Акселя, который также стал профессиональным велогонщиком и завоевал бронзовую медаль на летних Олимпийских играх 2004 года в Афинах. Эдди за 40 лет до этого на своей единственной Олимпиаде-1964 завоевать награду не удалось (в то время профессиональные гонщики не допускались до Олимпиад, Меркс стартовал на ней в юном для шоссейного велоспорта 19-летнем возрасте).
В настоящее время проживает в пригороде Брюсселя и является владельцем фабрики велосипедных рам Eddy Merckx Cycles.